# شهر نو
شهر نو (بالفارسية: شهر نو) هي قرية أفغانية في مقاطعة خواهان التابعة لولاية بدخشان الواقعة في شمال شرق أفغانستان.